# Casino Jack
Casino Jack ist ein US-amerikanischer Spielfilm von George Hickenlooper aus dem Jahr 2010 mit Kevin Spacey in der Hauptrolle. Der Film basiert auf dem wahren Leben und den Skandalen rund um den Lobbyisten Jack Abramoff. Der Film ist nicht zu verwechseln mit dem Dokumentarfilm Casino Jack & The United States of Money aus dem gleichen Jahr.

## Handlung
Jack Abramoff ist lizenzierter Lobbyist in Washington. Er arbeitet für eine große Anwaltskanzlei und hilft seinen Klienten, ihre Interessen mit Hilfe seiner Kontakte in die politischen Kreise Washingtons durchzusetzen. Zusammen mit seinem Kollegen Michael Scanlon versucht er, einen Stamm nordamerikanischer Indianer als Klienten zu gewinnen. Der Stamm betreibt in seinem Reservat ein finanziell recht erfolgreiches Casino. Ein Nachbarstamm möchte jedoch ebenfalls ein Casino eröffnen und würde damit die Existenz des bisherigen Casinos bedrohen. Gegen ein Honorar von 30 Mio. US-Dollar bietet Jack an, den Bau des neuen Casinos mit politischen Mitteln zu verhindern.
Jacks Vorgesetzter macht ihm Druck, dass er seine politischen Kontakte besser einsetzen solle, um größere und profitablere Klienten zu gewinnen. Ein befreundeter Anwalt sucht einen Investor für eine finanziell angeschlagene Firma mit Casinoschiffen in Florida und hofft, dass Jack ihm mit seinen Kontakten helfen kann. Der griechische Betreiber der Schiffe, Gus Boulis, hat Probleme mit der Justiz. Der ist das Glücksspiel vor der eigenen Haustür ein Dorn im Auge. Die Ermittler drängen ihn zum Verkauf der Schiffe. Jack fasst den Plan, für 145 Mio. US-Dollar selbst in das Geschäft einzusteigen. Um nicht selbst öffentlich als Investor aufzutreten, will Jack den bisherigen Matratzenverkäufer Adam Kidan als Marionette und Investor in Stellung bringen. Dem ist das Angebot zunächst nicht geheuer. Er steigt jedoch schließlich ein und liefert den Plan, um die Kontrolle über die Casinoschiffe zu erlangen.
Jack Abramoff kann das Führungsgremium des Indianerstammes zunächst nicht überzeugen, auf sein Angebot einzugehen. Um den Auftrag dennoch zu erlangen, beschließen Jack und Michael, die demnächst anstehende Wahl des Führungsrates des Stammes zu beeinflussen, damit dieser von Leuten kontrolliert wird, die ihrem Angebot aufgeschlossen gegenüberstehen. Darüber können sie schließlich den lukrativen Auftrag gewinnen. Jack und Michael beginnen, mit dubiosen Leistungen und überhöhten Rechnungen Geld des Indianerstammes zu unterschlagen.
Gus Boulis will zunächst seine Flotte von Casinoschiffen nicht verkaufen. Jack kann jedoch über seine politischen Kontakte öffentlichen Druck auf Gus ausüben und schließlich die Kontrolle über die Casinoschiffe mit Hilfe einer von Adam Kidan gefälschten Überweisung gewinnen. Da Jack mit dem Erwerb der Casinoschiffe über den Strohmann Adam Kidan die ethischen Grundsätze der Anwaltskanzlei verletzt hat, wird er entlassen. Jack und sein Team werden jedoch umgehend von einer anderen Anwaltskanzlei angestellt. Auf dem Höhepunkt seiner Macht eröffnet Jack Abramoff in Washington ein japanisches und ein koscheres Restaurant und plant den Bau einer privaten Schule.
Da Gus Boulis sehr verärgert über die hinterlistige Einflussnahme ist, verletzt er Adam Kidan schwer mit einem Kugelschreiber. Daraufhin bittet Adam Big Tony, ihm Gus vom Hals zu halten. Anstatt Gus nur unter Kontrolle zu halten, wird Gus von Big Tony getötet.
Da Michael Scanlon seine Verlobte Emily Miller mit einer Stewardess betrügt, geht Emily zum FBI und berichtet dort von den illegalen Geschäften von Michael und Jack zulasten des Indianerstammes. Susan Schmidt, eine Reporterin der Washington Post, recherchiert bereits seit einiger Zeit über die indianischen Casinos und die Verwicklungen der Lobbyisten. Von Emily Miller erhält sie weitere Informationen und bringt den Skandal schließlich an die Öffentlichkeit. Aufgrund des öffentlichen Skandals wird Jack von der Anwaltskanzlei gekündigt.
Jack Abramoff, Michael Scanlon und weitere Beteiligte werden schließlich verhaftet. Michael kommt Jack zuvor und kann als Kronzeuge einen Deal mit der Justiz aushandeln und damit einer Gefängnisstrafe entgehen. Jack wird vor einen parlamentarischen Untersuchungsausschuss vorgeladen, er verweigert dort jedoch auf Anraten seines Anwaltes die Aussage. Jack und weitere Beteiligte werden zu Haftstrafen und Schadenersatz verurteilt.

## Kritik
„Weniger wäre mehr gewesen: Trotz der Bestbesetzung mit Kevin Spacey als schmierigen Lobbyisten bleibt Casino Jack im Mittelmaß stecken. Gerade wegen der Unmenge von Informationen und Insiderstorys vermag die durchaus spannende Geschichte Jack Abramoffs nie wirklich mitzureißen. Casino Jack wollte zu viel und überzeugt in dieser Weise nur stellenweise als böser Schwank.“

„Es ist immer wieder eine Freude, einen gut aufgelegten Kevin Spacey in einer Rolle zu erleben, in der er sein ganz eigenes herausragendes Talent zur nuancenreichen Satire ausspielen kann. In seinem letzten Film hat der 2010 verstorbene Regisseur George Hickenlooper dem vielseitigen Darsteller die Rolle des skrupellosen Lobbyisten geradezu auf den Leib geschrieben. Das hätte bei einem Thema, das wie kaum ein zweites für eine Politsatire geeignet scheint, großes Kino werden können, doch verdirbt sich der Film diese Chance durch ein unangemessenes Overacting gerade von Spaceys Leinwandpartner Barry Pepper. Die Moral von der leider allzu vorhersehbaren Geschichte wird so etwas plump präsentiert, aber Fans von Kevin Spacey kommen trotz dieser Schwächen sicher auf ihre Kosten.“

Von den bei Rotten Tomatoes gesammelten Filmkritiken fallen 39 % positiv aus (Stand Mai 2024).

## Veröffentlichung
Der Film spielte bei einem Produktionsbudget von ca. 12,5 Mio. US-Dollar an den Kinokassen weltweit nur ca. 1,1 Mio. US-Dollar ein. Der Film wurde im September 2010 beim Toronto International Film Festival uraufgeführt und lief ab dem 17. Dezember 2010 in einigen wenigen Kinos in den USA. In Deutschland wurde der Film direkt auf DVD veröffentlicht.